# Slotø
Slotø er en lille ubeboet ø i Nakskov Fjord, der hører under Lolland Kommune.
På øens nordspids findes den fredede borgruin Engelsborg.
Den 3. maj 1945 under 2. verdenskrig blev tre oplagte danske skibe – ØK's M/S Java, M/S Falstria og M/S Jutlandia – beskudt ud for Slotø af engelske fly, da de havde antaget at de tre skibe var tyske. Java blev sænket, Falstria fik en oversvømmelse og kom i brand, Jutlandia slap med nogle kuglehuller og en mindre brand i et lastrum. Alle blev repareret.

Gården, der ligger sydøst for slotsruinen, blev også ramt og måtte evakueres da den brød i brand, og to drenge kom til skade. Lolland-Falster Social Demokrat skrev bl.a.: 
»Det vil erindres, at gårdens stuehus forrige tirsdag eftermiddag gik op i luer, efter at Henriksens lille søn, Tom, havde sat ild i en halmstak i gårdens have. Den gang lykkedes det at redde gårdens øvrige bygninger, men i aftes blev også disse, flammers bytte«.
Øen hørte indtil 2007 under Ravnsborg Kommune.